# جوزيبي جريكو (ممثل)
جوزيبي جريكو (بالإيطالية: Giorgio Castellani)‏ (و. 1952 – 2011 م) هو ممثل، ومخرج أفلام، وكاتب سيناريو، ومنتج أفلام، وممثل أفلام إيطالي، توفي عن عمر يناهز 59 عاماً.

## وصلات خارجية
- جوزيبي جريكو على موقع IMDb (الإنجليزية)
- جوزيبي جريكو على موقع كينوبويسك (الروسية)

- جوزيبي جريكو في قاعدة بيانات الأفلام على الإنترنت